# Intréville
Intréville est une commune française située dans le département d'Eure-et-Loir en région Centre-Val de Loire.

## Géographie

### Situation
Intréville, village agricole, se situe au cœur de la plaine de Beauce, à 85 km de Paris et à 50 km d'Orléans, à proximité de la route nationale 20.

Situation géographique
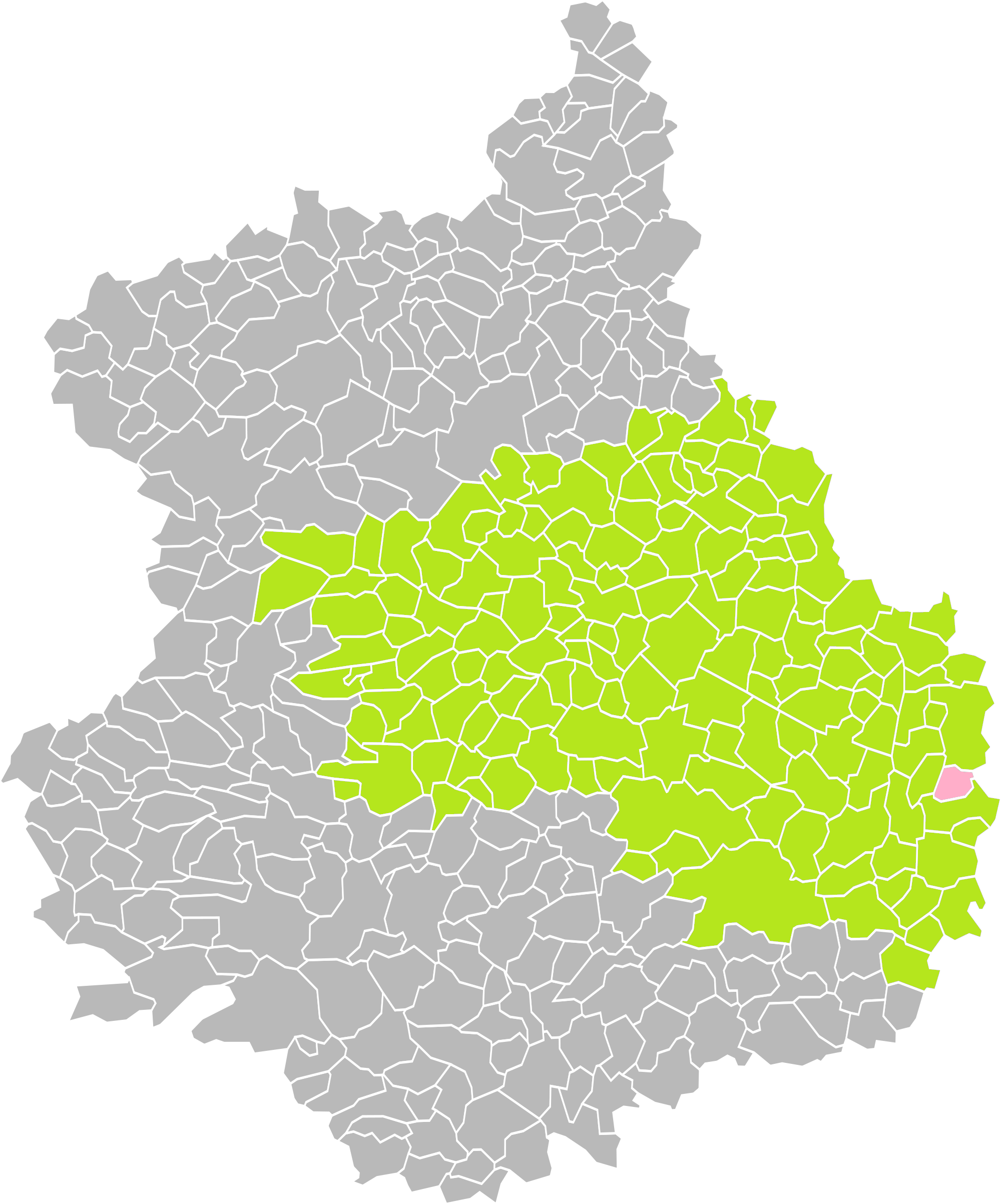
Intréville dans son arrondissement.
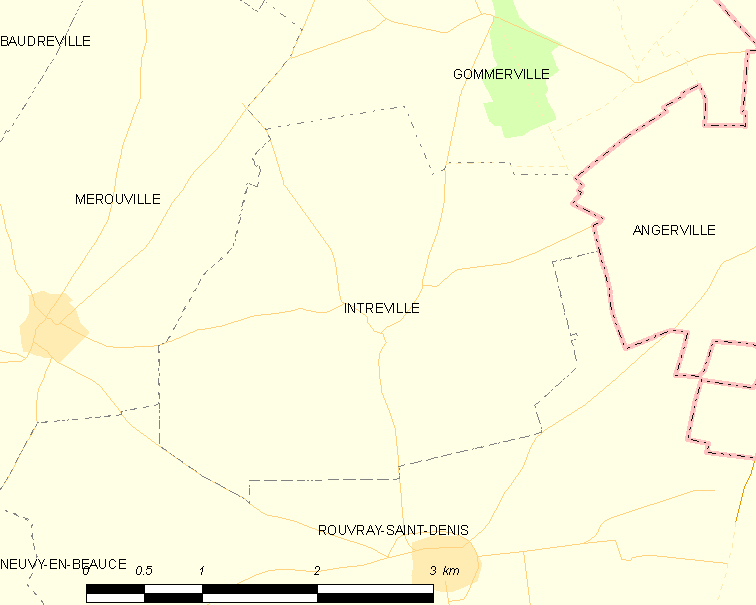
Carte de la commune d'Intréville.

### Communes et département limitrophes
| Mérouville          | Gommerville         | Angerville (Essonne) |
| Mérouville          | Intréville          | Rouvray-Saint-Denis  |
| Rouvray-Saint-Denis | Rouvray-Saint-Denis | Rouvray-Saint-Denis  |

### Climat
Pour des articles plus généraux, voir Climat du Centre-Val de Loire et Climat d'Eure-et-Loir.
En 2010, le climat de la commune est de type climat océanique dégradé des plaines du Centre et du Nord, selon une étude du CNRS s'appuyant sur une série de données couvrant la période 1971-2000. En 2020, Météo-France publie une typologie des climats de la France métropolitaine dans laquelle la commune est exposée à un climat océanique altéré et est dans la région climatique  Sud-ouest du bassin Parisien, caractérisée par une faible pluviométrie, notamment au printemps (120 à 150 mm) et un hiver froid (3,5 °C). 
Pour la période 1971-2000, la température annuelle moyenne est de 10,7 °C, avec une amplitude thermique annuelle de 15,1 °C. Le cumul annuel moyen de précipitations est de 641 mm, avec 10,6 jours de précipitations en janvier et 7,5 jours en juillet. Pour la période 1991-2020, la température moyenne annuelle observée sur la station météorologique de Météo-France la plus proche, « Louville », sur la commune de Louville-la-Chenard à 11 km à vol d'oiseau, est de 11,5 °C et le cumul annuel moyen de précipitations est de 625,8 mm,. Pour l'avenir, les paramètres climatiques de la commune estimés pour 2050 selon différents scénarios d'émission de gaz à effet de serre sont consultables sur un site dédié publié par Météo-France en novembre 2022.

## Urbanisme

### Typologie
Au 1er janvier 2024, Intréville est catégorisée commune rurale à habitat dispersé, selon la nouvelle grille communale de densité à 7 niveaux définie par l'Insee en 2022.
Elle est située hors unité urbaine. Par ailleurs la commune fait partie de l'aire d'attraction de Paris, dont elle est une commune de la couronne,. 

### Occupation des sols
L'occupation des sols de la commune, telle qu'elle ressort de la base de données européenne d’occupation biophysique des sols Corine Land Cover (CLC), est marquée par l'importance des territoires agricoles (100 % en 2018), une proportion identique à celle de 1990 (100 %). La répartition détaillée en 2018 est la suivante : 
terres arables (100 %). L'évolution de l’occupation des sols de la commune et de ses infrastructures peut être observée sur les différentes représentations cartographiques du territoire : la carte de Cassini (XVIIIe siècle), la carte d'état-major (1820-1866) et les cartes ou photos aériennes de l'IGN pour la période actuelle (1950 à aujourd'hui).

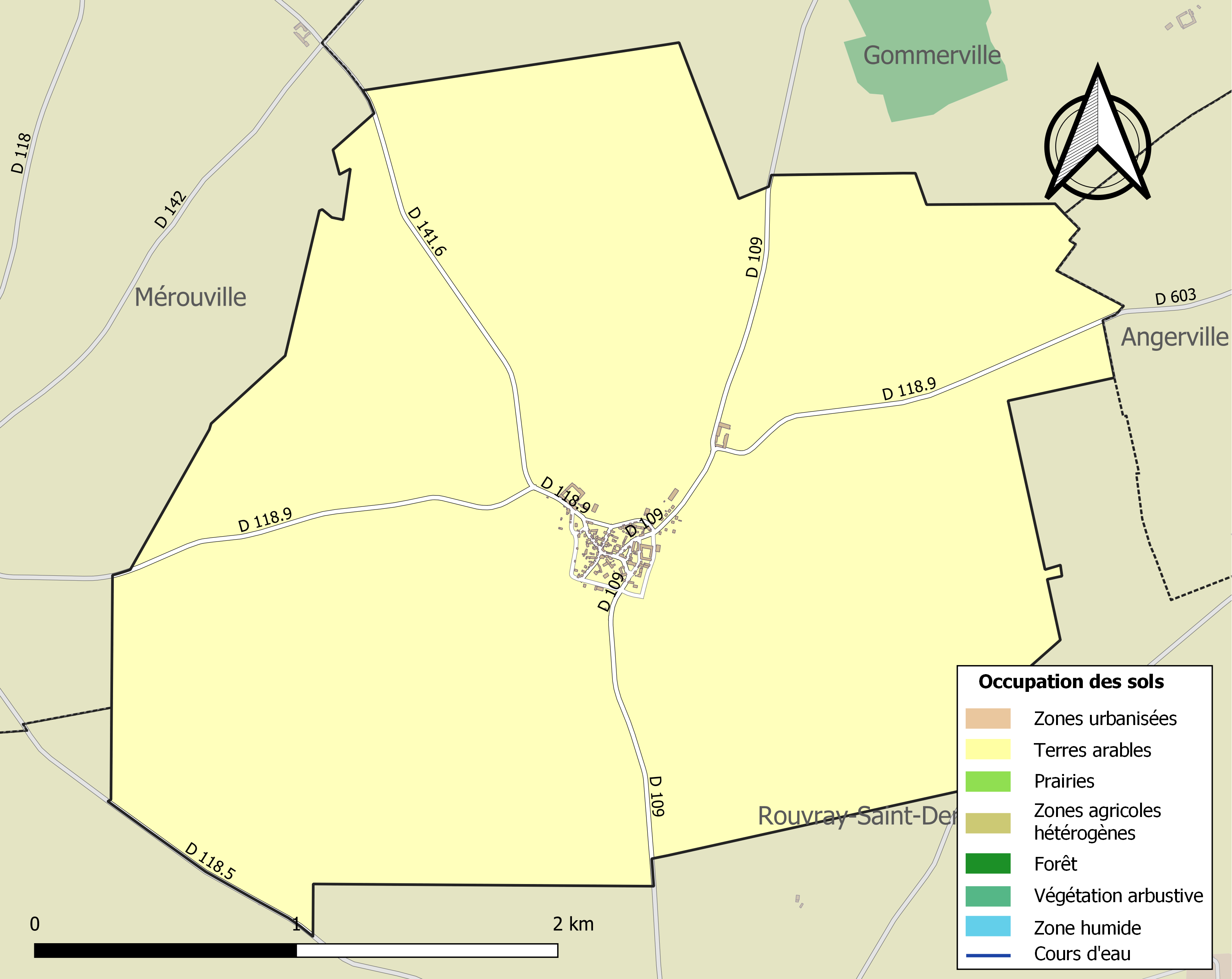
Carte des infrastructures et de l'occupation des sols de la commune en 2018 (CLC).

### Risques majeurs
Le territoire de la commune d'Intréville est vulnérable à différents aléas naturels : météorologiques (tempête, orage, neige, grand froid, canicule ou sécheresse), inondationset séisme (sismicité très faible). Il est également exposé à un risque technologique, le transport de matières dangereuses. Un site publié par le BRGM permet d'évaluer simplement et rapidement les risques d'un bien localisé soit par son adresse soit par le numéro de sa parcelle.

#### Risques naturels
Certaines parties du territoire communal sont susceptibles d’être affectées par le risque d’inondation par débordement de cours d'eau, notamment le Thironne, le Loir, la Vallée du Gros Caillou et la Vallée de Reuse. La commune a été reconnue en état de catastrophe naturelle au titre des dommages causés par les inondations et coulées de boue survenues en 1999,.

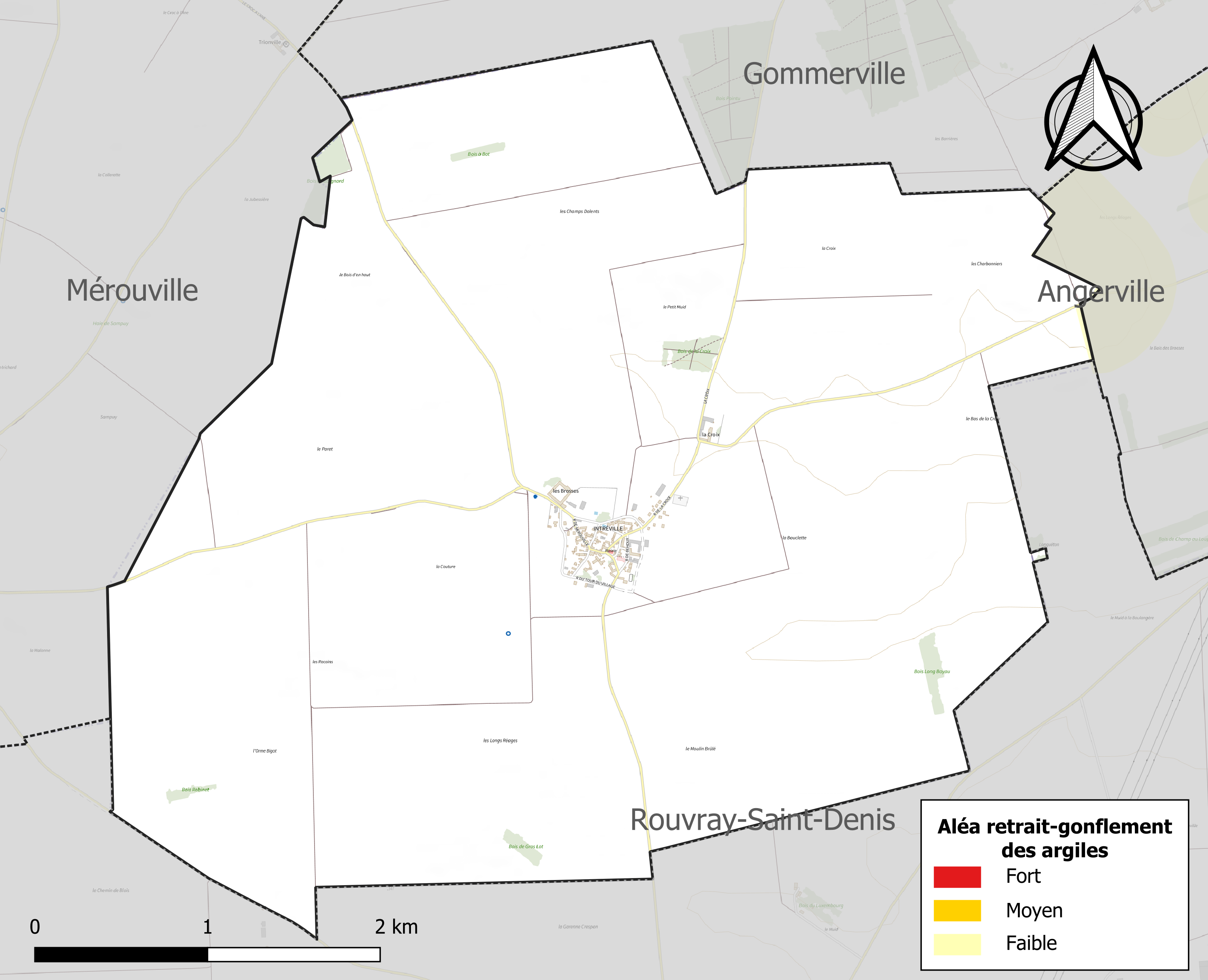
Carte des zones d'aléa retrait-gonflement des sols argileux d'Intréville.

Le retrait-gonflement des sols argileux est susceptible d'engendrer des dommages importants aux bâtiments en cas d’alternance de périodes de sécheresse et de pluie. 0 % de la superficie communale est en aléa moyen ou fort (52,8 % au niveau départemental et 48,5 % au niveau national). Sur les 74 bâtiments dénombrés sur la commune en 2019, 0 sont en aléa moyen ou fort, soit 0 %, à comparer aux 70 % au niveau départemental et 54 % au niveau national. Une cartographie de l'exposition du territoire national au retrait gonflement des sols argileux est disponible sur le site du BRGM,.
Concernant les mouvements de terrains, la commune a été reconnue en état de catastrophe naturelle au titre des dommages causés par des mouvements de terrain en 1999.

#### Risques technologiques
Le risque de transport de matières dangereuses sur la commune est lié à sa traversée par des infrastructures routières ou ferroviaires importantes ou la présence d'une canalisation de transport d'hydrocarbures. Un accident se produisant sur de telles infrastructures est en effet susceptible d’avoir des effets graves au bâti ou aux personnes jusqu’à 350 m, selon la nature du matériau transporté. Des dispositions d’urbanisme peuvent être préconisées en conséquence.

## Toponymie
Le nom de la localité est attesté sous les formes Intravilla vers 1130 ; Entrevilla en 1169 ; Entreinvilla en 1171 ; Intrevilla  en 1210 ; Interville en 1393 ; Intreville entre 1393 et 1759 ; Yntreville en 1565 ; Intreville en 1740.
Initialement dénommé inter villae (« entre les domaines »). Intréville est un ancien point de péage sur la route reliant les villae (domaines, en latin) de Rouvray et de Baudreville.

## Histoire

### Époque contemporaine

#### XIXesiècle

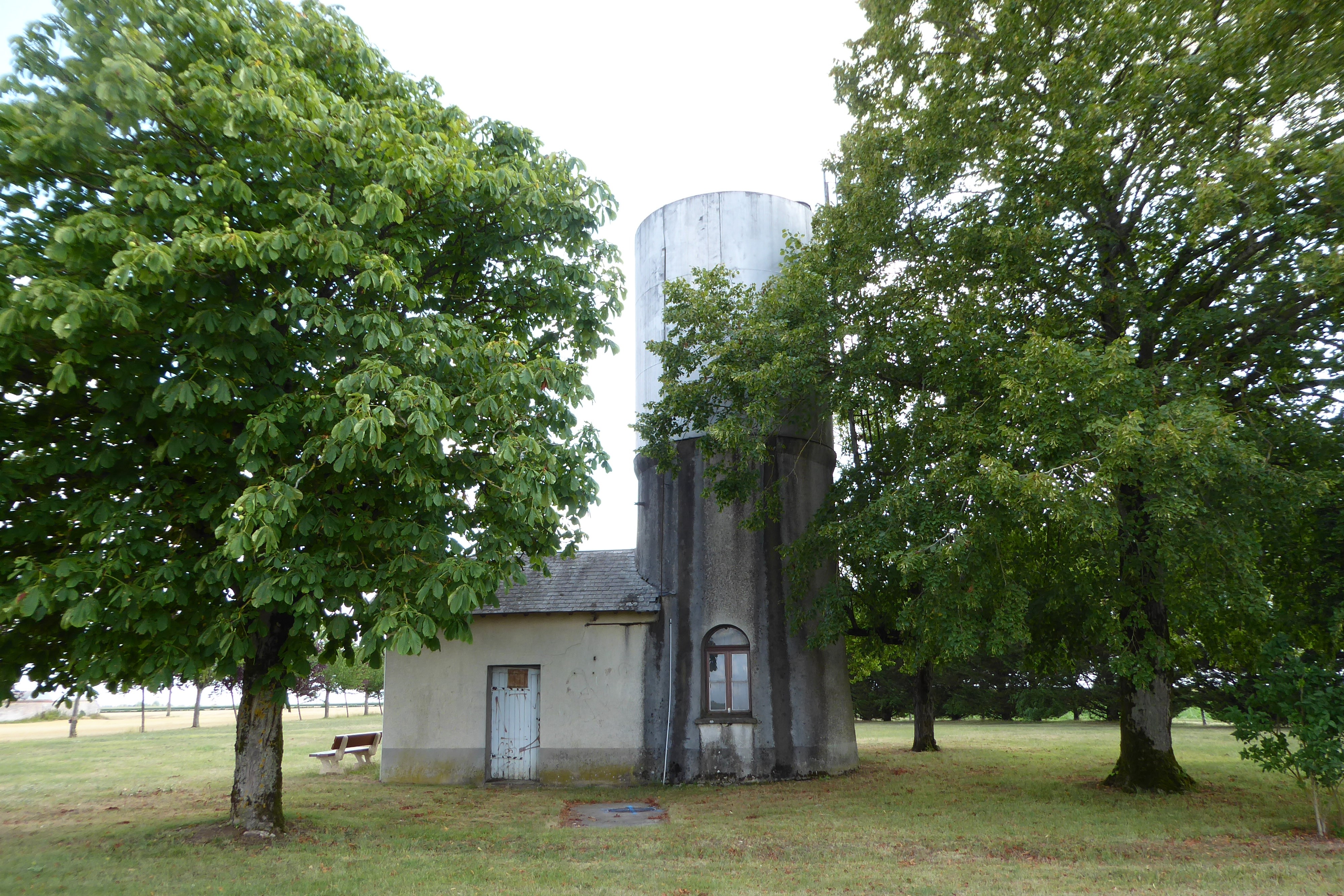
Ancien château d'eau.

La commune d'Intréville a été l'une des premières d'Eure-et-Loir à disposer d'un réseau communal de distribution d'eau.
Le réseau, construit en 1905, desservait initialement 4 bornes fontaines dont il reste quelques vestiges dans les rues. Le château d'eau a aussi été édifié en 1905 et n'est plus en exploitation depuis décembre 2008.
Construit sur un puits de 45 m de profondeur, il s'élève à seulement 10 m de hauteur et supporte une cuve métallique de 60 m3.

## Politique et administration

### Liste des maires

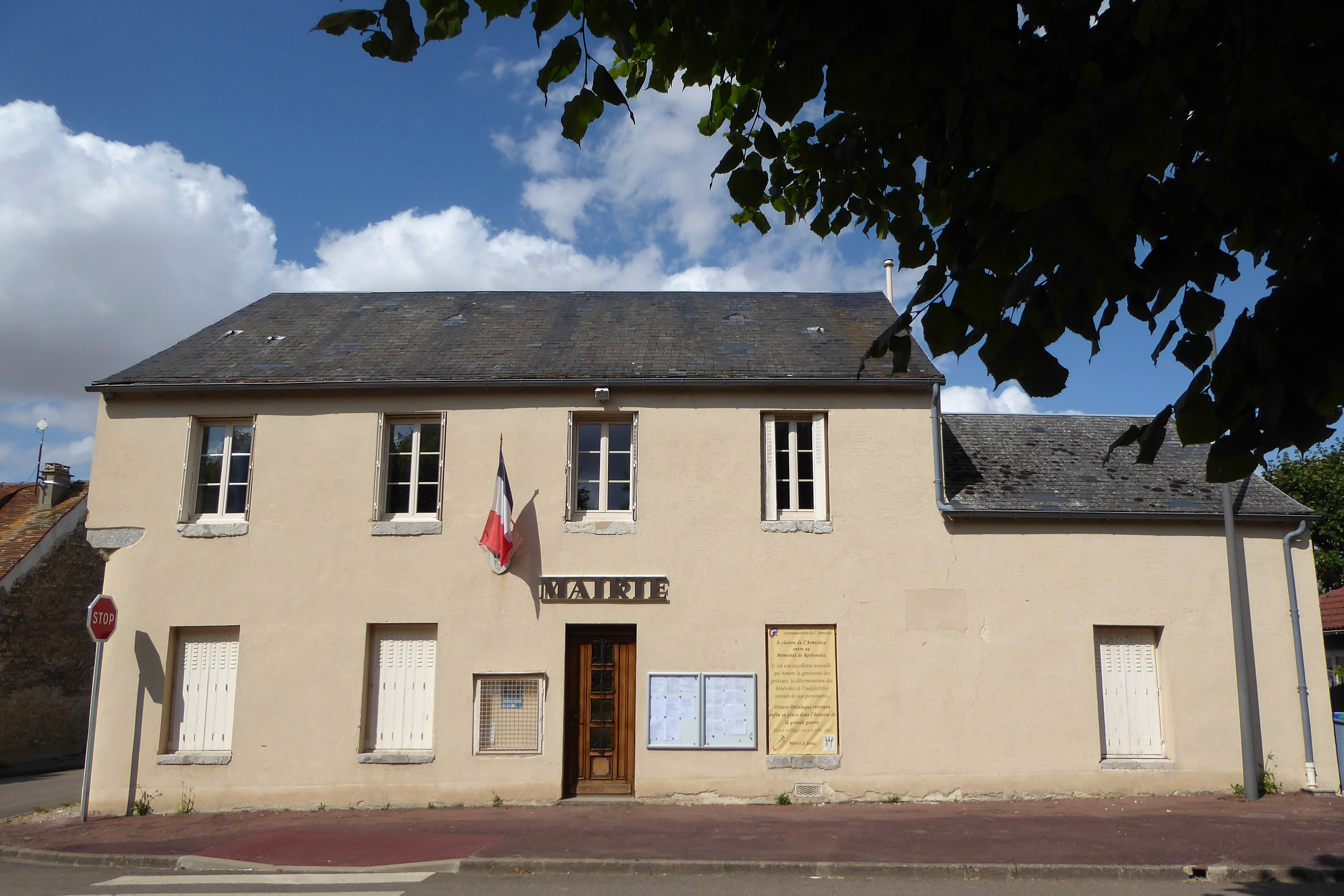
La mairie.

| Période                                  | Période          | Identité        | Étiquette | Qualité                         |
| ---------------------------------------- | ---------------- | --------------- | --------- | ------------------------------- |
| Les données manquantes sont à compléter. |                  |                 |           |                                 |
| avant 1928                               | mai 1971         | Ernest Billard  |           |                                 |
| mai 1971                                 |                  | Charles Billard |           |                                 |
| mars 2001                                | 2015 (démission) | Bernard Breton  | SE        | Agriculteur retraité            |
| 2015                                     | 2017             | Laurent Bister  |           |                                 |
| septembre 2017                           | En cours         | Frédéric Mona,  |           | Contremaître, agent de maîtrise |

## Population et société

### Démographie
L'évolution du nombre d'habitants est connue à travers les recensements de la population effectués dans la commune depuis 1793. Pour les communes de moins de 10 000 habitants, une enquête de recensement portant sur toute la population est réalisée tous les cinq ans, les populations de référence des années intermédiaires étant quant à elles estimées par interpolation ou extrapolation. Pour la commune, le premier recensement exhaustif entrant dans le cadre du nouveau dispositif a été réalisé en 2006.

En 2022, la commune comptait 121 habitants, en évolution de −14,79 % par rapport à 2016 (Eure-et-Loir : −0,23 %, France hors Mayotte : +2,11 %).
| 1793 | 1800 | 1806 | 1821 | 1831 | 1836 | 1841 | 1846 | 1851 |
| ---- | ---- | ---- | ---- | ---- | ---- | ---- | ---- | ---- |
| 310  | 319  | 326  | 346  | 355  | 317  | 320  | 338  | 320  |

| 1856 | 1861 | 1866 | 1872 | 1876 | 1881 | 1886 | 1891 | 1896 |
| ---- | ---- | ---- | ---- | ---- | ---- | ---- | ---- | ---- |
| 320  | 291  | 274  | 260  | 273  | 262  | 269  | 260  | 254  |

| 1901 | 1906 | 1911 | 1921 | 1926 | 1931 | 1936 | 1946 | 1954 |
| ---- | ---- | ---- | ---- | ---- | ---- | ---- | ---- | ---- |
| 245  | 252  | 235  | 211  | 209  | 202  | 175  | 153  | 166  |

| 1962 | 1968 | 1975 | 1982 | 1990 | 1999 | 2006 | 2011 | 2016 |
| ---- | ---- | ---- | ---- | ---- | ---- | ---- | ---- | ---- |
| 145  | 134  | 124  | 141  | 144  | 148  | 134  | 130  | 142  |

| 2021 | 2022 | - | - | - | - | - | - | - |
| ---- | ---- | - | - | - | - | - | - | - |
| 130  | 121  | - | - | - | - | - | - | - |

## Culture locale et patrimoine

### Lieux et monuments
- Église Saint-Laurent : la nef romane date du XIIe siècle, le chœur et le clocher tour du XIIIe siècle. La cloche (Laurence, Germaine, Augustine) de 1843 sonne fidèlement les heures et demi-heures de son horloge mécanique depuis 1854. Un portail du XVe siècle a été ajouté à la façade initiale.

Le clocher, en mauvais état, nécessite une consolidation et, en 2020, l'église est fermée. Un projet de sauvegarde a été initié en 2005 et a abouti, permettant une réouverture de l'église au culte en 2023.
- À l'angle de la rue du presbytère et de la rue de Mérouville, sur la maison de l'ancien garde champêtre, se trouve la statue de Notre-Dame-des-Victoires, bénite par le curé de paroisse. La paroisse d'Intréville avait été affiliée à la confrérie de Notre-Dame-des-Victoires de Paris depuis 1852 par M. l'abbé Sidoine Chapard, curé de l'église Saint-Laurent de 1852 à 1858.
- Monument aux morts.
- Ancien château d'eau.

Lieux et monuments
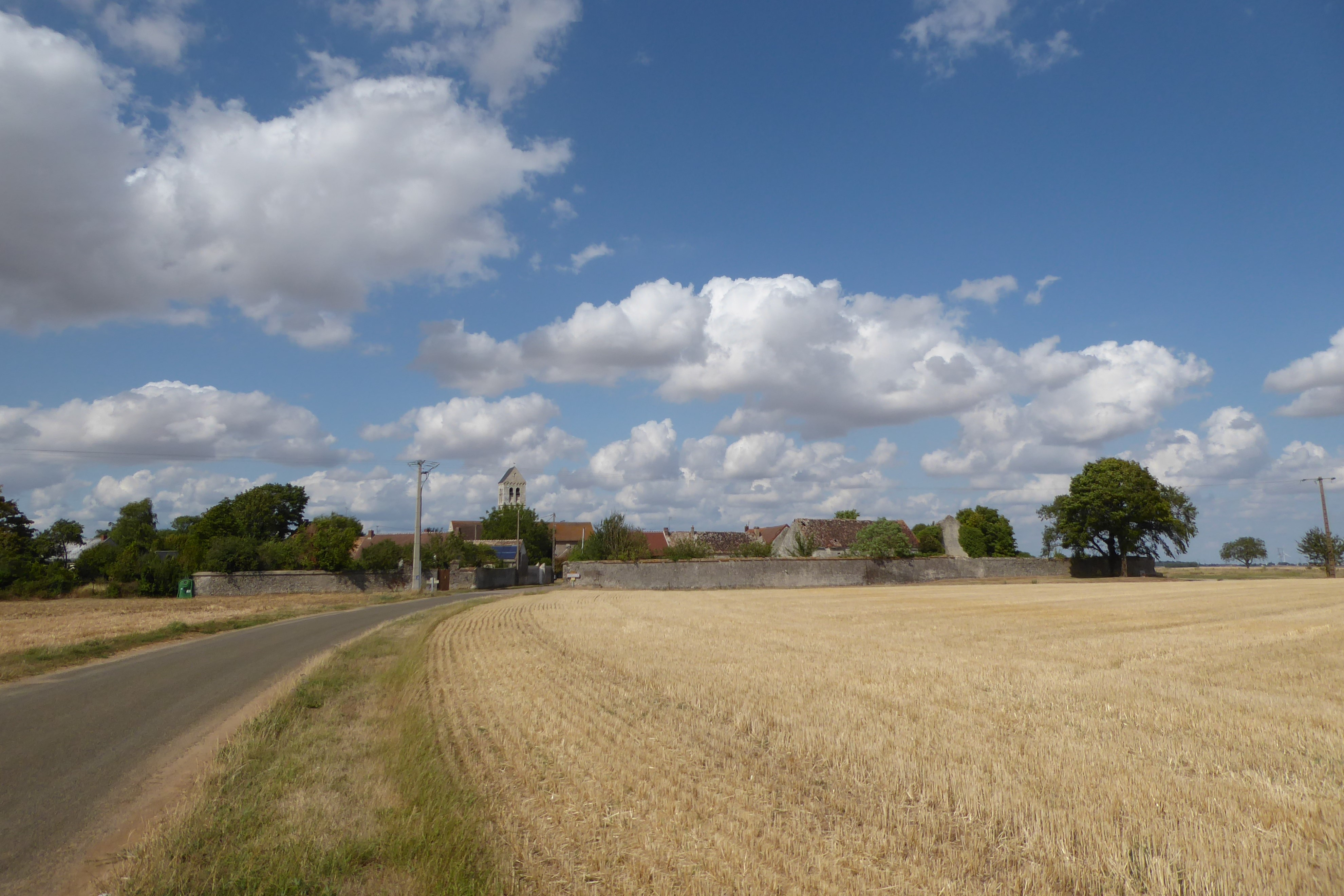
Entrée d'Intréville.
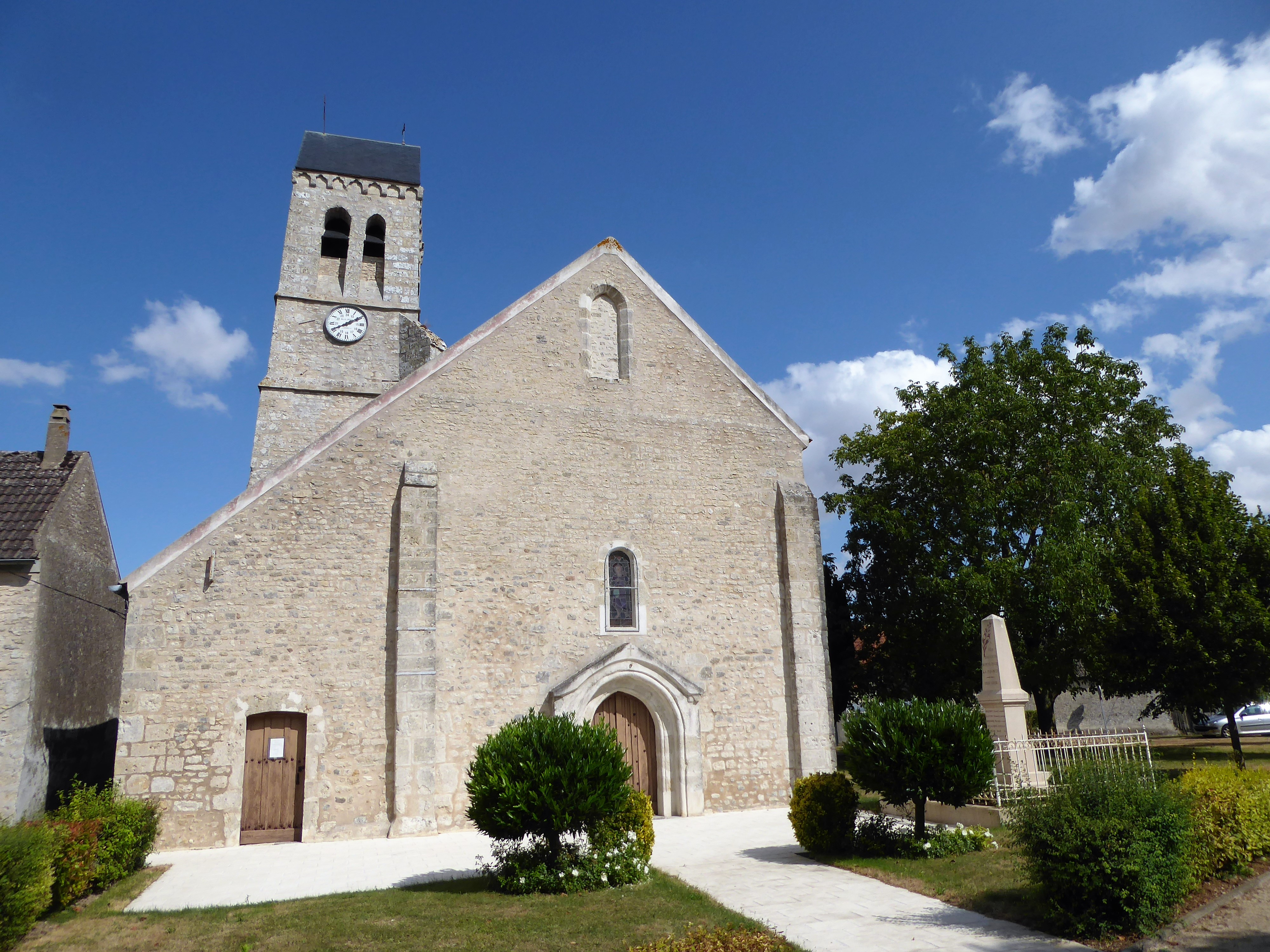
Façade ouest de l'église et monument aux morts.
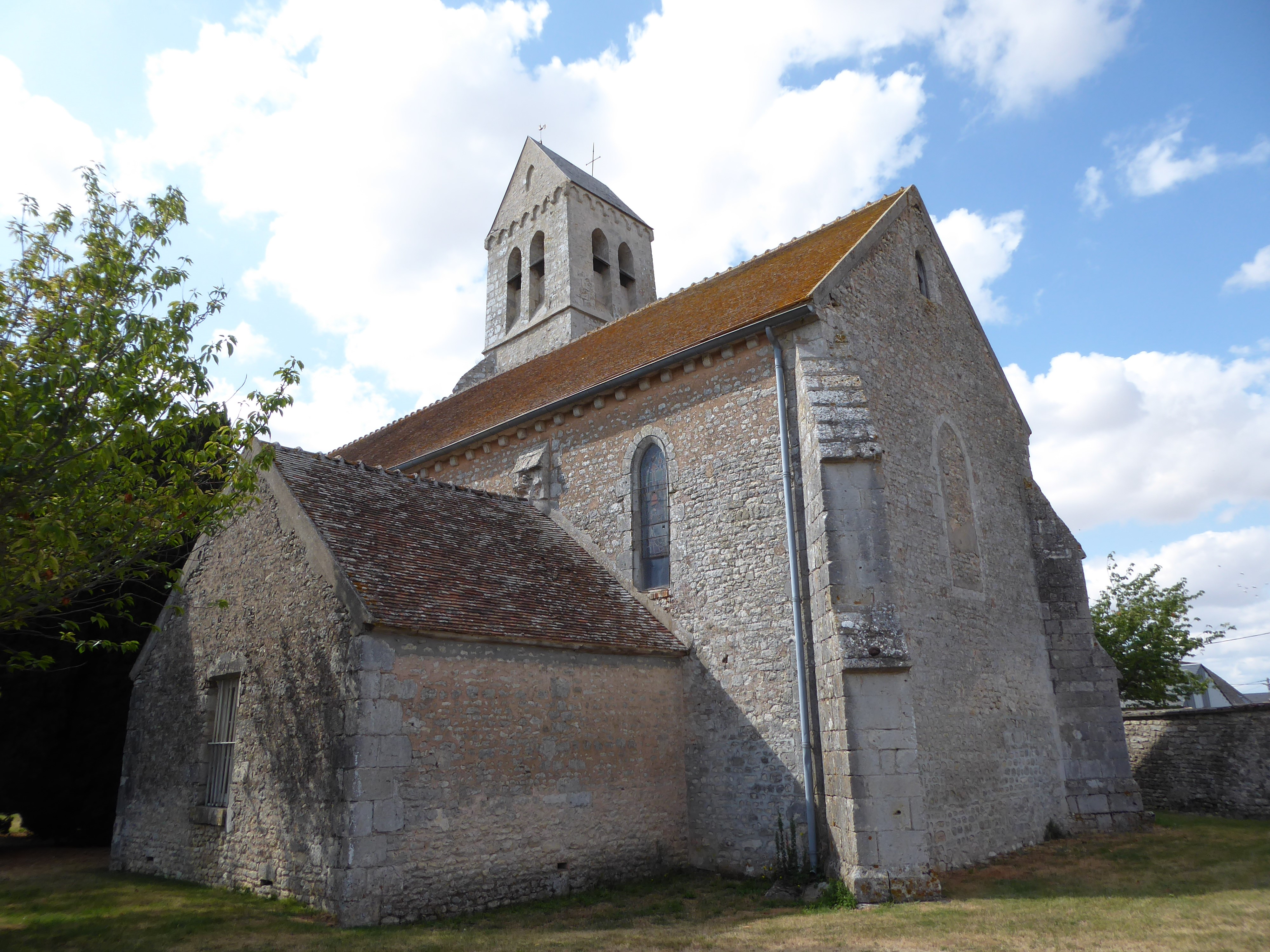
Chevet plat de l'église.

### Personnalités liées à la commune
- Octave Delaluque (1889-1931), militaire de la Première Guerre mondiale ayant sonné le clairon de l’armistice, est né à Intréville.